# Zibeline
Zibeline, ziberline, ett tjockt glänsande mjukt ullmaterial med satinkänsla. Ullen kommer från djur som angoragetter (mohair) eller alpackor, men kan även komma från andra djur, som kamel.
Zibeline kan även syfta på sobeln (Martes zibellina) eller dess päls.